# Rudolf Mecilošek
Rudolf Mecilošek, slovenski duhovnik, * 5. april 1904, Zagorje ob Savi, † 11. avgust 1944, Kraljevo, Srbija.

## Življenje
Rodil se je očetu skladiščniku Engelbertu in materi Frančiški (rojeni Dolanec). Po srednji šoli je končal fakulteto za rudarstvo, nato pa je vstopil v ljubljansko bogoslovje. 3. julija 1933 je prejel mašniško posvečenje. Ker so njegovi domači kot stelarski strokovnjaki odšli na delo v srbski Paračin, in ker ob veliko slovenskih ljudeh tam ni bilo nobenega duhovnika, se je odločil, da bo deloval v beograjski nadškofiji. Po končaniem študiju teologije je leta 1934 odšel v Srbijo. V veliki meri je imelo njegovo delovanje ekumenski značaj. Podpiral je slovenske izseljence v Paračinu in Kraljevu, kot rudarski inženir je bil blizu rudarjem v Boru. Med bombardiranjem Kraljeva, ga je 11. avgusta 1944 med begom v zaklonišče okoli dveh ponoči zadela bomba.